# 君に逢いたくなったら…
「君に逢いたくなったら…」（きみにあいたくなったら）は、ZARDの20作目のシングル。

## 背景
表題曲は、TBS系ドラマ『理想の結婚』主題歌に使用され、シングルでは「Just believe in love」以来のドラマタイアップ。

## 制作

### 君に逢いたくなったら…
もともとは新人アーティスト用に書き下ろされた曲だったが、紆余曲折を経てZARDで制作されることになった。
前作の「Don't you see!」同様、『ZARD BLEND 〜SUN&STONE〜』以降のアルバムに収録されたバージョンとシングルバージョンではミックスが異なる。

### 愛を信じていたい
2007年発売の43枚目のシングル「グロリアス マインド」に、アレンジを葉山たけしが担当した「2007 version」が収録された。

## ミュージック・ビデオ
PVはスタジオ内のリビングのセットの中で、絵を描いたり、本を読んだりくつろぐ坂井や、シャンパンを振り回したり、ボールではしゃぐ坂井を中心とした物、陽光の中で微笑む坂井（後に「夏を待つセイル(帆)のように」で使用）とモナコの映像（後に「心を開いて」で使用）を織り交ぜたものが発表されていたが、前者の映像に同スタジオのセット内で歌唱しているシーンをプラスした完全版が発表された。

## 記録
初動売上げは30万枚を突破するも安室奈美恵の「CAN YOU CELEBRATE?」(2週目)に敗れ、初登場2位。累計売上げは前作を上回る63万枚を記録し、本作で15作連続でシングル50万枚突破を記録。

## 収録曲
1. 君に逢いたくなったら…
作詞：坂井泉水
作曲：織田哲郎
編曲：葉山たけし
2. 愛を信じていたい
作詞：坂井泉水
作曲・編曲：徳永暁人
3. 君に逢いたくなったら…（オリジナルカラオケ）
4. 愛を信じていたい（オリジナルカラオケ）

## 楽曲の収録アルバム
- ZARD BLEND 〜SUN&STONE〜（#1、シングルとは別ミックス）
- ZARD BEST 〜Request Memorial〜（#1、シングルとは別ミックス）
- ZARD Request Best 〜beautiful memory〜（#1、シングルとは別ミックス）
- ZARD Single Collection 〜20TH ANNIVERSARY〜（#1、シングルとは別ミックス,2）
- ZARD Forever Best 〜25th Anniversary〜（#1、シングルとは別ミックス）